# Roco Modelleisenbahn
Roco Modelleisenbahn GmbH (dříve Roco Modellspielwaren GmbH) je rakouský výrobce modelů železničních vozidel ze Salcburku založený v roce 1960 inženýrem Karlheinzem Rösslerem. Od roku 2008 je to značka v portfoliu německo-rakouské společnosti Modelleisenbahn Holding. 

Vyrábí modely ve velikostech H0 (1:87) a v menší míře H0e (1:87 úzký rozchod) a TT (1:120). Vývoj a výroba velikosti N (1:160) byly ukončeny po převzetí firmy Fleischmann společnou mateřskou společností Modelleisenbahn Holding.

## Galerie

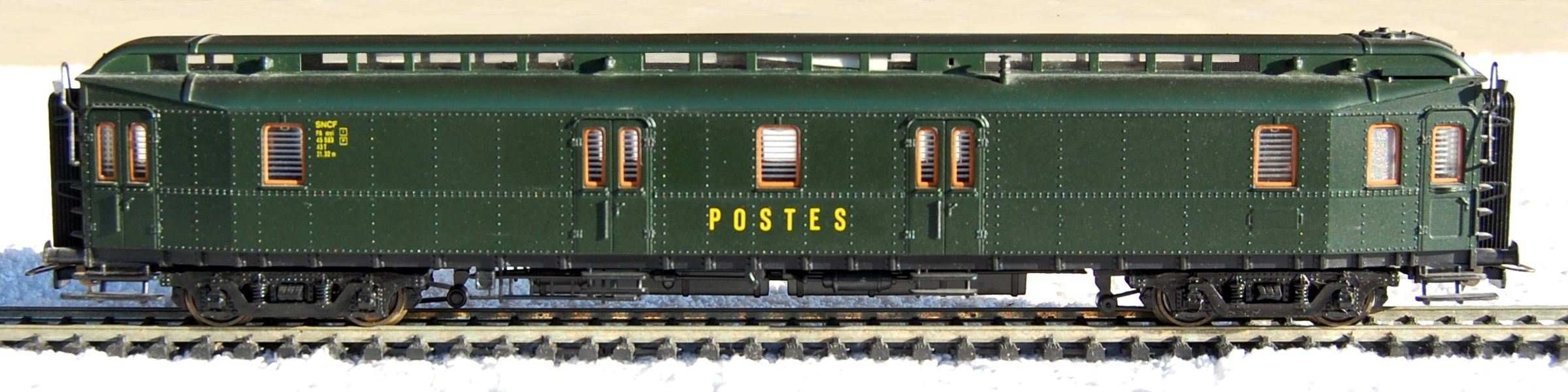
Model poštovního vagonu francouzských drah SNCF
Model osobního vozu typu 1921 III. třídy italských drah (velikost H0)
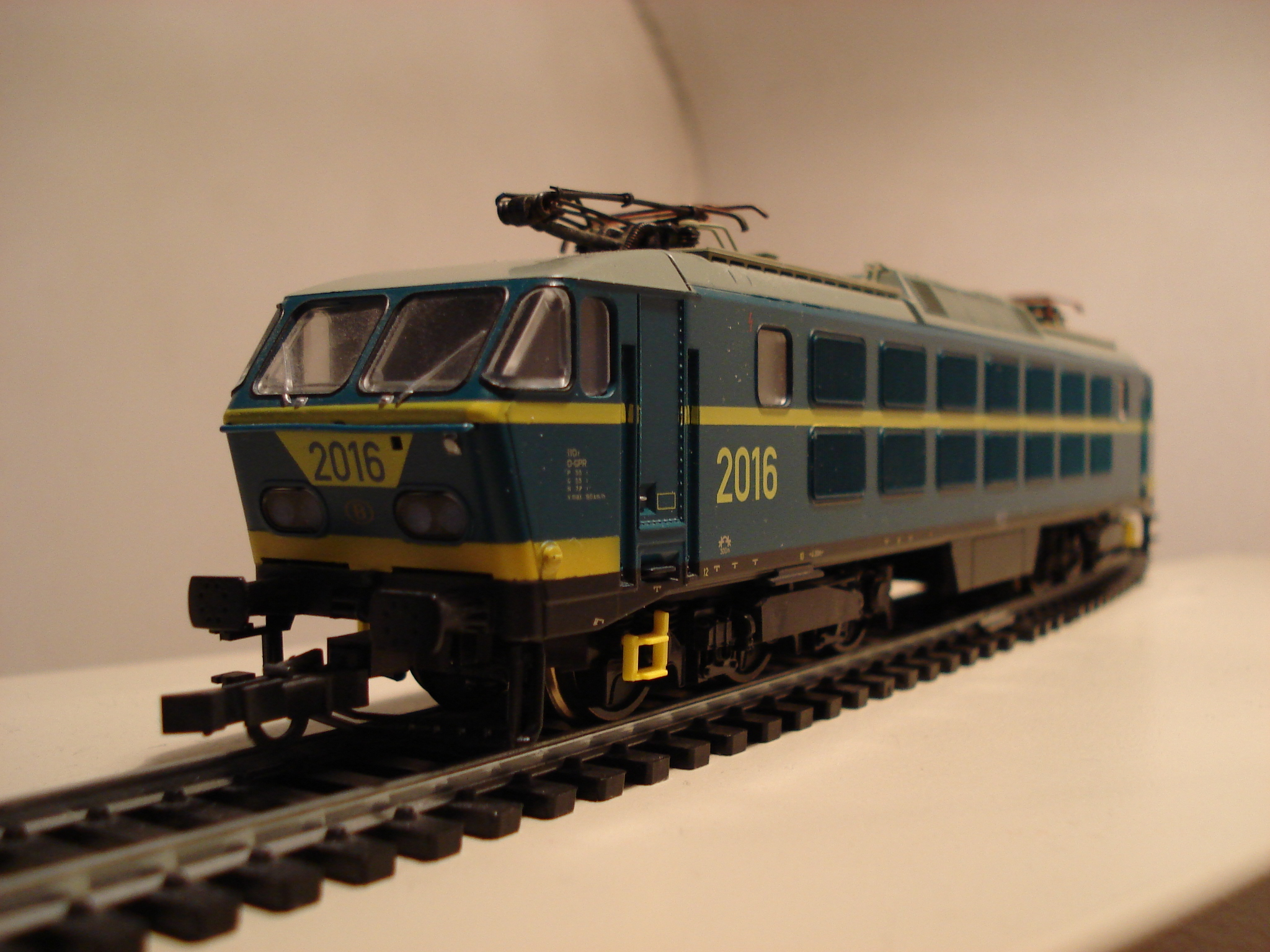
Model lokomotivy
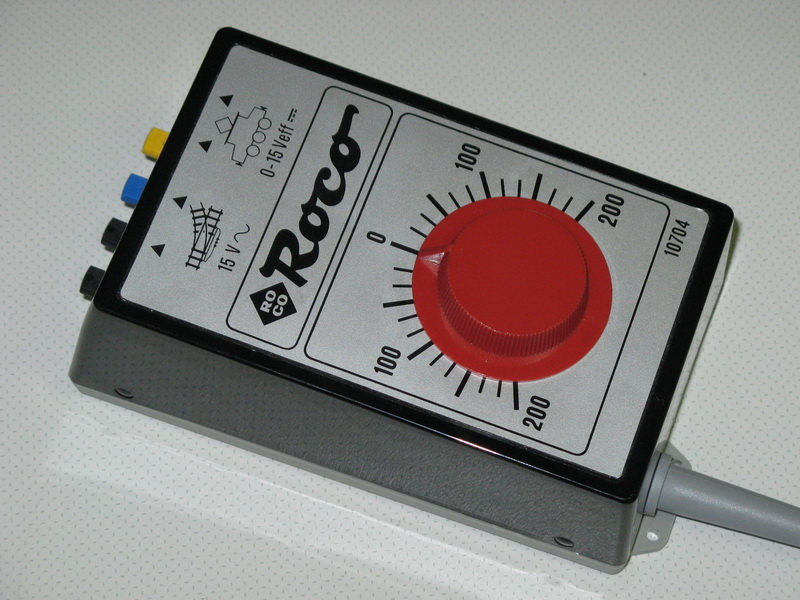
Transformátor Roco